# Beauftragter der Bundesregierung für Digitalisierung

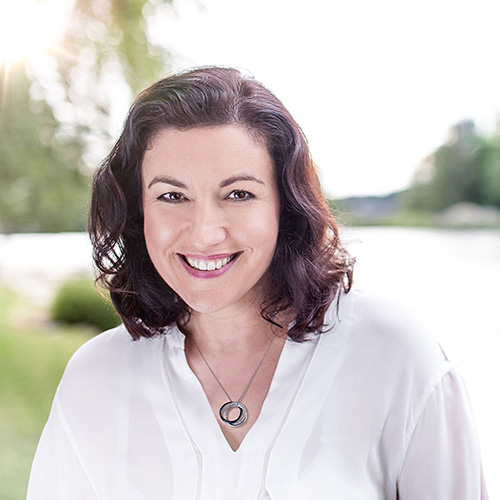
Dorothee Bär, 2017

Die einzige bisherige Beauftragte der Bundesregierung für Digitalisierung war vom 14. März 2018 bis zum 8. Dezember 2021 die Staatsministerin bei der Bundeskanzlerin Dorothee Bär. Sie wurde häufig auch als Staatsministerin für Digitalisierung oder Digitalstaatsministerin bezeichnet.
Das Amt des Beauftragten wurde 2018 durch Beschluss des Bundeskabinetts geschaffen. Dies geschah am ersten Amtstag der neuen Bundesregierung. Im gleichen Jahr wurde ein Kabinettsausschuss für Digitalisierung (kurz Digitalkabinett) eingerichtet.

## Aufgaben
Die Beauftragte war insbesondere im Bereich der Netzpolitik tätig. In der Antwort auf eine Kleine Anfrage im Juni 2021 bezeichnete die Bundesregierung „die Vorbereitung der Digitalkabinette in der vorbereitenden Runde der Staatssekretärinnen und -sekretäre, sowie das Antreiben von oder Vermitteln zwischen Ressorts bei der Umsetzung von Digitalvorhaben“ als einen Aufgabenteil ihrer Beauftragten für Digitalisierung.
Im Juli 2020 kündigte die damalige Beauftragte und Staatsministerin Dorothee Bär den Aufbau einer Bundeszentrale für Digitale Aufklärung an. Ziel sei eine Stärkung der Medienkompetenz durch Aufklärungskampagnen und andere Mittel. Die Website netzpolitik.org kritisierte, dass die Finanzierung der Bundeszentrale und ihre Abgrenzung von bestehenden Informationsangeboten nicht geklärt seien. Die Bundesregierung erklärte in der Antwort auf eine Kleine Anfrage im September 2020, bei der Bundeszentrale für Digitale Aufklärung handele es sich „nicht um eine Behörde oder feste Organisationseinheit in einer Behörde“, sondern um ein Vorhaben der Staatsministerin Bär. Eine eigene Geschäftsstelle oder Finanzierung seien auch nicht geplant; es werde auf die Mittel des Bundeskanzleramtes zugegriffen.

## Amtsinhaber
- 2018–2021: Dorothee Bär

## Diskussion über Zuständigkeit
Die Schaffung des Amts geschah vor dem Hintergrund öffentlicher Kritik über die Zuständigkeit zahlreicher Bundesministerien und deren Abteilungen im Bereich der Digitalisierung. Das eingerichtete Amt des Beauftragten verfügt aber über keine originäre Zuständigkeit innerhalb der Bundesregierung, sondern ist auf die Zusammenarbeit mit den Bundesministerien angewiesen. So liegt die Verantwortlichkeit für die digitale Infrastruktur bspw. weiterhin im Bundesverkehrsministerium.
Im Bundestagswahlkampf 2017 wurde u. a. von der FDP und AfD ein für Digitalisierung zuständiges Bundesministerium gefordert. Auch die CDU fasste 2019 auf ihrem Parteitag einen entsprechenden Beschluss. Eine Umsetzung in der 19. Wahlperiode des Bundestags erfolgte trotz Regierungsbeteiligung der CDU noch nicht. Politiker von SPD und Grünen bezeichneten die Forderung als veraltet.
Im Mai 2021 erkundigte sich die Bundestagsfraktion Bündnis 90/Die Grünen in einer Kleinen Anfrage (Titel: Innovationen und Digitalisierungsprojekte der Bundesregierung) nach den Plänen der Bundesregierung zur Einrichtung eines Digitalministeriums und mit welchem Zuschnitt, Budget und welchen Zuständigkeiten dieses gegebenenfalls ausgestattet werden solle. Die Bundesregierung schrieb in ihrer Antwort vom Juni 2021, dass diese Entscheidungen nach der Bundestagswahl 2021 von der nächsten Bundesregierung getroffen werden sollen.